# ستيفن بلاكهارت
ستيفن بلاكهارت (بالإنجليزية: Stephen Blackehart)‏ هو ممثل أمريكي، ولد في 1 ديسمبر 1967 بنيويورك في الولايات المتحدة.

## أعمال

### أفلام
- (1999) الرجعية العرائس ماجستير
- (2014) حراس المجرة[5][6][7][8][9]
- (2017) حراس المجرة 2[10][10]

## وصلات خارجية
- ستيفن بلاكهارت على موقع IMDb (الإنجليزية)
- ستيفن بلاكهارت على موقع أول موفي (الإنجليزية)
- ستيفن بلاكهارت على موقع قاعدة بيانات الفيلم (الإنجليزية)